# Wojciechowice Małe
Wojciechowice Małe – część wsi Wojciechowice Duże w Polsce, położona w województwie łódzkim, w powiecie kutnowskim, w gminie Krzyżanów. Wchodzi w skład sołectwa Wojciechowice Duże.
W latach 1975–1998 Wojciechowice Małe administracyjnie należały do województwa płockiego.